# Lotus-See

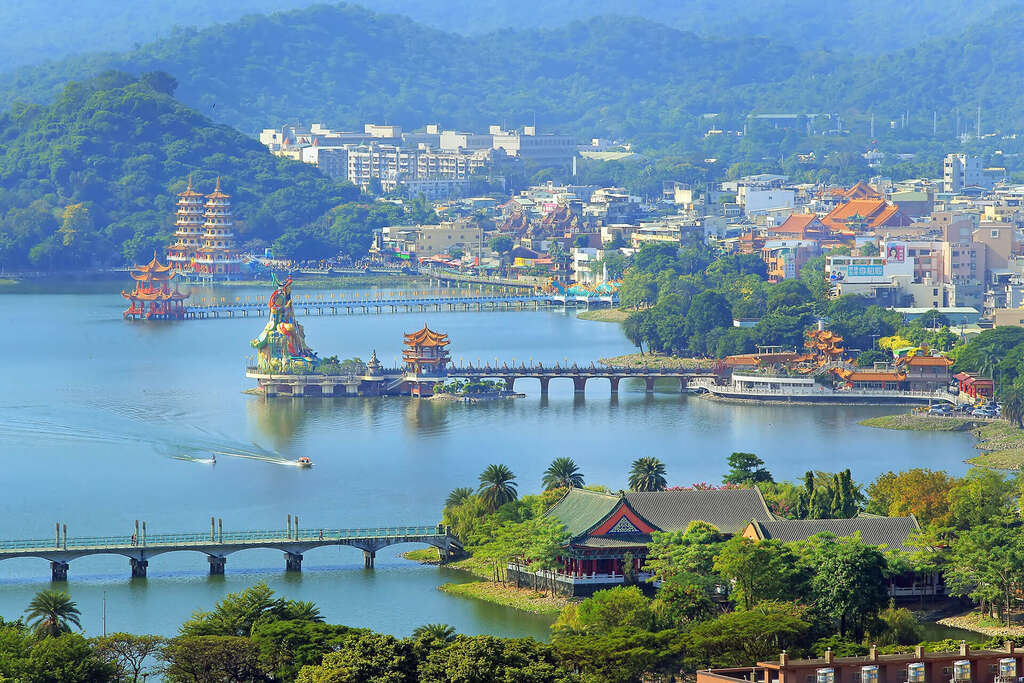
Blick auf die Westseite des Lotus-Sees

Der Lotus-See, auch Lianchihtan, chinesisch 蓮池潭 (Liánchí Tán), taiwanisch: Liân-tî-thâm, ist ein zum Teil künstlich angelegter See und beliebtes touristisches Ziel im Bezirk Zuoying der taiwanischen Stadt Kaohsiung. An seinem Ufer liegen einige bekannte Sehenswürdigkeiten, wie etwa die Frühlings-Herbst-Pavillons (春秋閣), die Drachen-und-Tiger-Pagoden (龍虎塔) oder der Konfuziustempel (孔子廟). Der See gehörte zu den Wettkampfstätten der World Games 2009.

## Lage und Beschreibung

Der Beiji-Pavillon

Der etwa 42 Hektar große See liegt im Zentrum des Bezirks Zuoying und hat in etwa die Form eines von Nordost nach Südwest verlaufenden langgestreckten Rechtecks, das zum Ende hin breiter wird. Am nordöstlichen Ende gibt es einen kleineren Ausläufer, der dem südlichen Zipfel des Berges Banpingshan gegenüberliegt. Der See wird in einiger Entfernung von den Hauptstraßen Zuoying Avenue (左營大路) im Westen und der Cueihua Road (翠華路) Osten flankiert. Um den See führen eine Autostraße sowie Fahrrad- und Spazierwege. Ans südliche Ende des Sees schließt sich der Berg Guishan an. Unweit davon befindet sich noch etwas weiter südlich die Alte Stadtmauer Fengshans.
Der See hat seinen Namen von den Lotusblumen, mit denen er stellenweise und je nach Jahreszeit bedeckt ist. Neben seiner landschaftlichen Schönheit ist er vor allem für die zahlreichen daoistischen und buddhistischen Tempel, die sein westliches Ufer säumen, berühmt.
Seit 2005 findet hier jährlich im Oktober das von einigen Tempeln gemeinsam veranstaltete Wannian-Volksfest (萬年季) statt.

## Geschichte
Zu Beginn der Qing-Herrschaft über Taiwan wurde im Jahr 1686 am Westufer des Loutus-Sees ein Konfuziustempel erbaut, der Vorläufer des heutigen Tempels am nördlichen See-Ende. Wegen seiner Loutusblumen fasste der spätere Präfekt Taiwans Liu Liangbi (劉良璧) das Gewässer im Jahr 1720 unter die Acht schönen Landschaften Fengshans (Fengshan umfasste damals etwa das heutige Kaohsiung). Im 18. und 19. Jahrhundert wurde der See nach und nach künstlich erweitert und sein Wasser über Kanäle zur landwirtschaftlichen Bewässerung genutzt.
Während der World Games 2009 in Kaohsiung wurden auf dem Lotus-See einige Wettkämpfe ausgetragen, u. a. im Kanupolo, Wasserski und Drachenbootrennen.

## Sehenswürdigkeiten

### Konfuziustempel

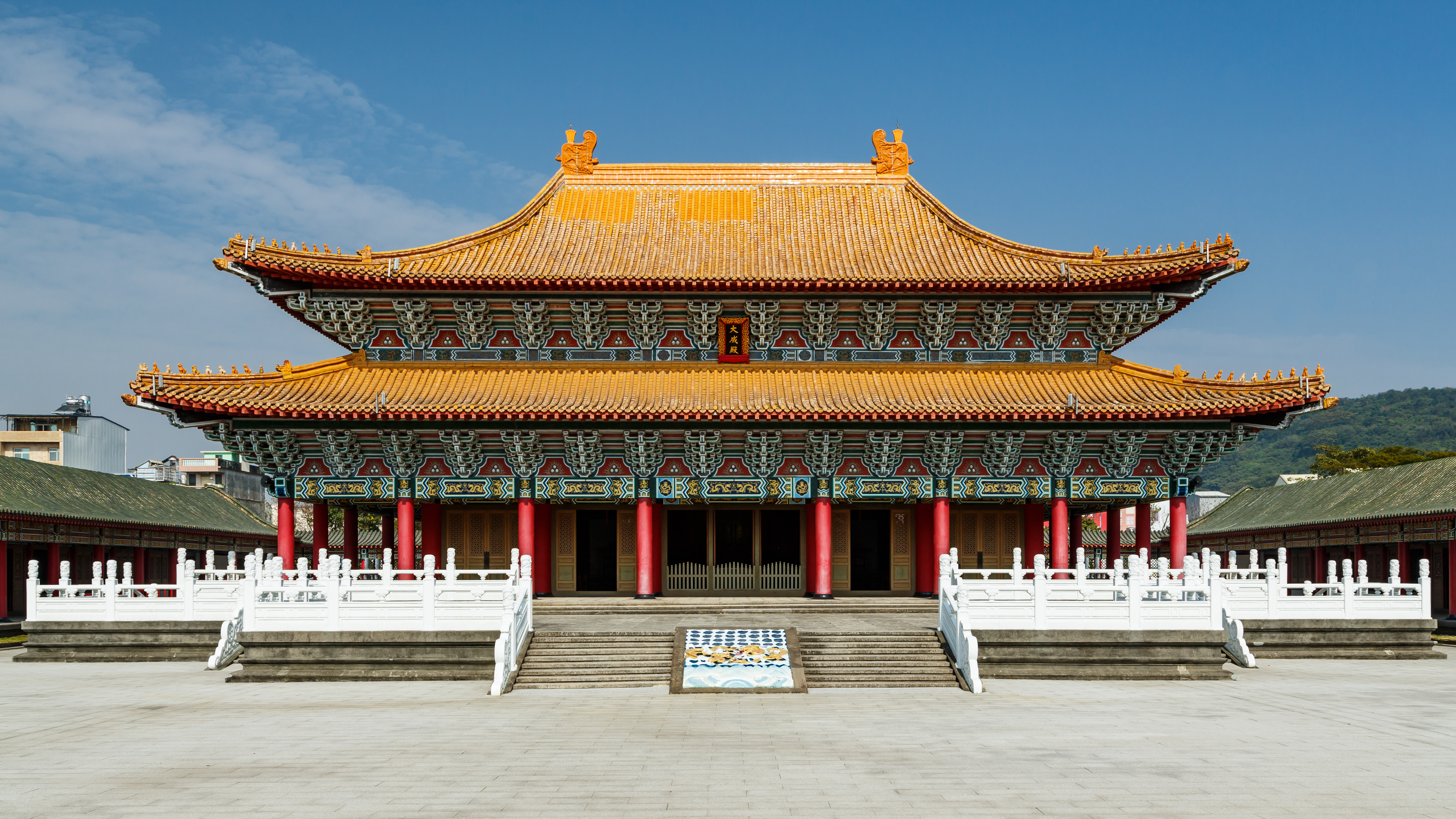
Die Halle Dacheng Dian im Konfuziustempel

Der Konfuziustempel Kaohsiung-Zuoying (高雄市左營孔子廟) zur Verehrung des Konfuzius liegt am nördlichen Ende des Sees und wurde zwischen 1974 und 1976 erbaut. Beim Bau orientierte man sich am Stil der Song-Dynastie. Die zentrale Halle Dacheng Dian, in dem die Heiligentafel (神位) des Konfuzius und sechzehn weiterer bedeutender Konfuzianer stehen, erinnert an den Konfuziustempel in Qufu und den Palast Taihe Dian der Verbotenen Stadt in Peking. Die zahlreichen Heiligentafeln in den Gebäuden ringsum sind Schülern des Konfuzius und anderen Konfuzianern sowie deren Familien gewidmet. Alljährlicher Höhepunkt ist der Geburtstag des Konfuzius am 28. September, an dem eine Zeremonie zu seinen Ehren abgehalten wird. Hierbei wird u. a. der traditionelle Tanz Yiwu (佾舞) aufgeführt.
Die Geschichte des Tempels geht auf einen älteren Tempel aus dem Jahr 1684 zurück, der nahe dem westlichen Ufer des Lotus-Sees lag und von dem heute nur noch Reste sichtbar sind.

### Frühling-Herbst-Pavillons

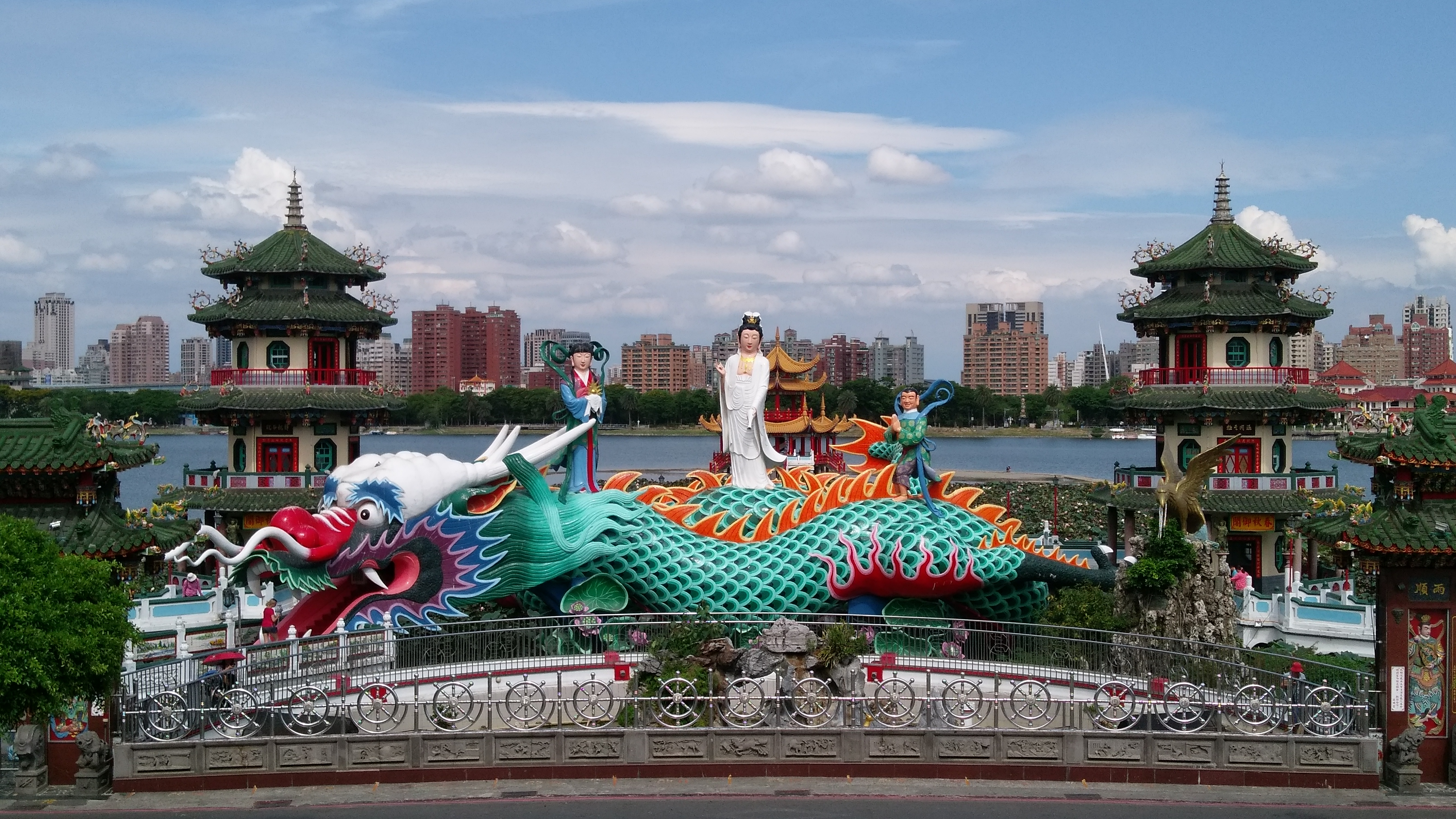
Die Frühling-Herbst-Pavillons

Die Frühling-Herbst-Pavillons am Westufer des Sees sind eine dem Gott Guan Gong gewidmete Tempelanlage aus dem Jahr 1953, die ihren Namen von ihren beiden pagodenähnlichen Türmen hat. Die Türme sind gelb und mit grünen Dachziegeln bedeckt. Vor ihnen befindet sich eine Figur der Göttin Guanyin, die auf einem Drachen reitet.
Die Pavillons gehören zum 1899 errichteten Tempel Qiming Tang (啟明堂), der den Pavillons gegenüber auf der anderen Seite der um den See führenden Straße liegt.

### Der Beiji-Pavillon
Ebenfalls am Westufer des Sees befindet sich der zum gegenüberliegenden Tempel Yuandi Miao (元帝廟) gehörige Beiji-Pavillon (北極亭), dessen Attraktion eine 72 m hohe begehbare Statue des daoistischen Gottes Xuanwu ist. Der Pavillon wurde im Jahr 1995 fertiggestellt.

### Die Drache-und-Tiger-Pagoden

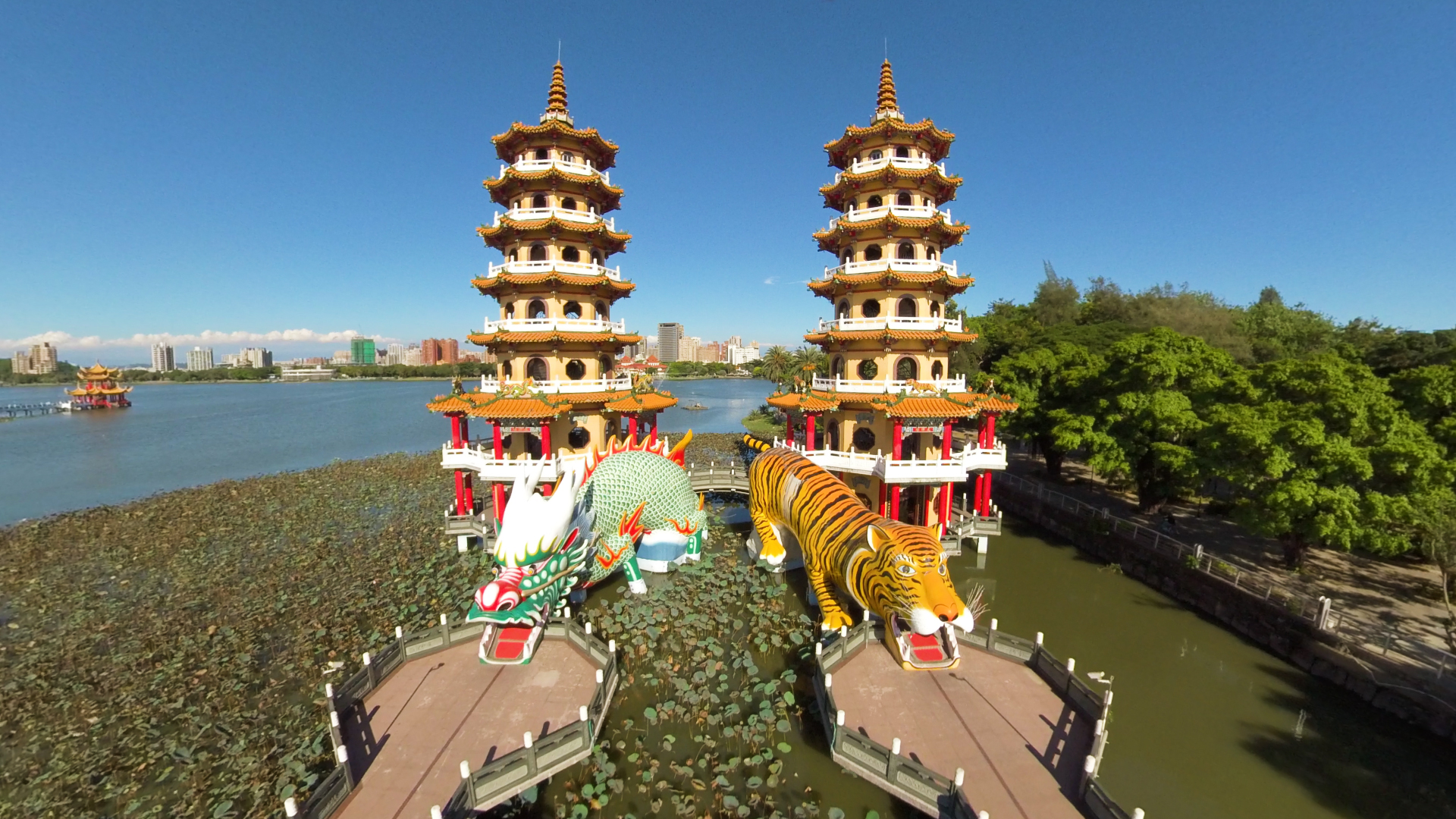
Die Drachen-und-Tiger-Pagoden

Am südwestlichen Ende des Sees liegen die zwischen 1974 und 1976 erbauten Drachen-und-Tiger-Pagoden, zwei pagodenähnliche Türme, die ihren Namen von ihren als Drache bzw. Tiger gestalteten Eingängen haben. Es ist Sitte, den Komplex durch das Maul des Drachen zu betreten und durch das Maul des Tigers zu verlassen. In der Drachen-Pagode befindet sich ein Altar des Bodhisattvas Dizang Pusa, während in der Tiger-Pagode Konfuzius verehrt wird.
Die Pagoden gehören zum auf der anderen Straßenseite befindlichen Tempel Ciji Gong (慈濟宮) mit der Hauptgottheit Baosheng Dadi.

### Weitere Sehenswürdigkeiten
- Im am nordwestlichen Ende des Lotus-Sees gelegenen Tianfu-Tempel wird als Hauptgottheit Ne Zha (San Taizi) verehrt.
- Der Cide-Tempel (慈德宮), offiziell Dianziding-Cide-Tempel (店仔頂慈德宮), liegt mittig am westlichen Ufer des Sees. Als Hauptgottheiten werden hier Mazu und der Erdgott verehrt. Das Heiligtum wurde 1821 gegründet, aber die Anfänge seines Kults reichen bis ins 17. Jahrhundert zurück.
- Der nahe dem südwestlichen Seeufer gelegene Zuoying-Chenghuang-Tempel (左營城隍廟), offiziell Fengyi-Jiucheng-Chenghuang-Tempel (鳳邑舊城城隍廟), ist ein Tempel zu Ehren des Stadtgotts von Zuoying und hat seine Anfänge im Jahr 1704.
- Der nach dem buddhistischen Heiligen Qingshui benannte Qingshui-Tempel (清水宮) ist mit seiner auf ihm thronenden Figur der markanteste Blickfang am östlichen Ufer des Lotus-Sees.

## Verkehr
Der Lotus-See ist mit Bussen erreichbar. Sowohl zum Konfuziustempel am nördlichen Ende (Haltestelle Confucius Temple 高雄孔廟站) als auch zu den Drache-und-Tiger-Pagoden am südlichen Ende (Haltestelle Lianchi Tan (Shengli Road)), 蓮池潭 (勝利路) fahren die Linien 301, Red 51 (紅51), Red 53 (紅53), die man u. a. an der Haltestelle Bahnhof Xinzuoying, wo auch der Hochgeschwindigkeitszug Taiwan High Sped Rail (THSR) und die Kaohsiunger U-Bahn KMRT halten, besteigen kann.

## Galerie

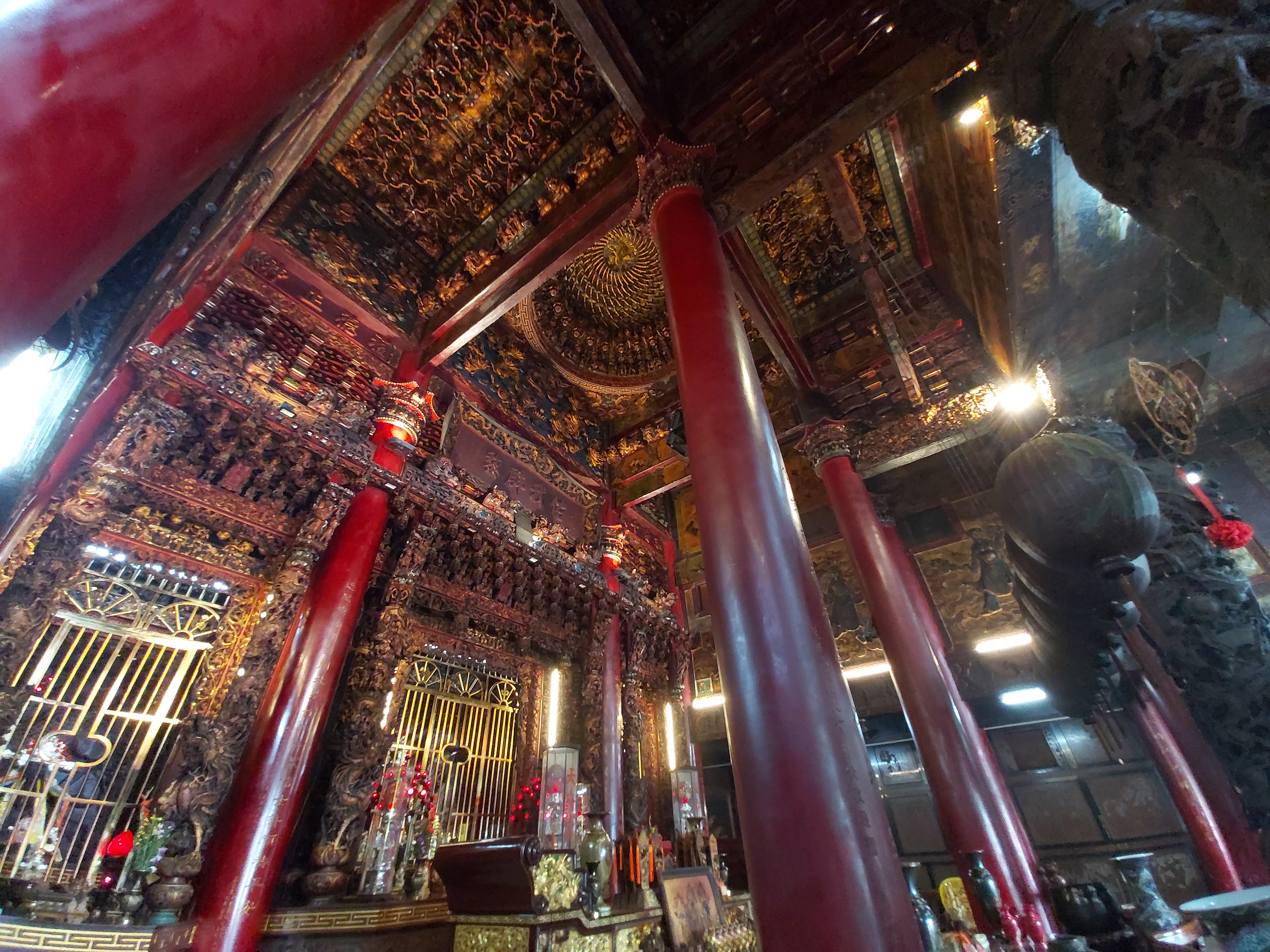
Im Tianfu-Tempel
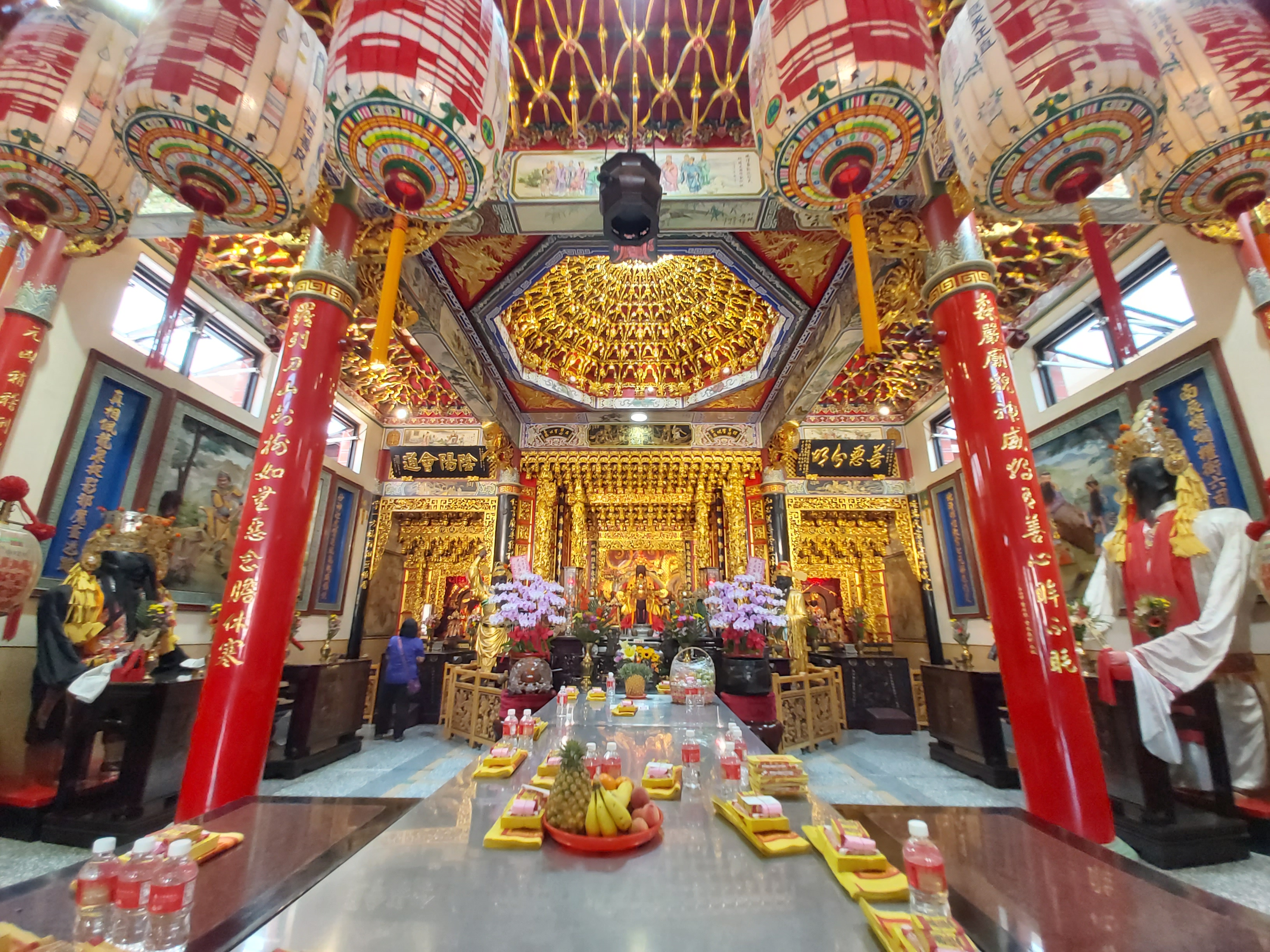
Im Zuoying-Chenghuang-Tempel
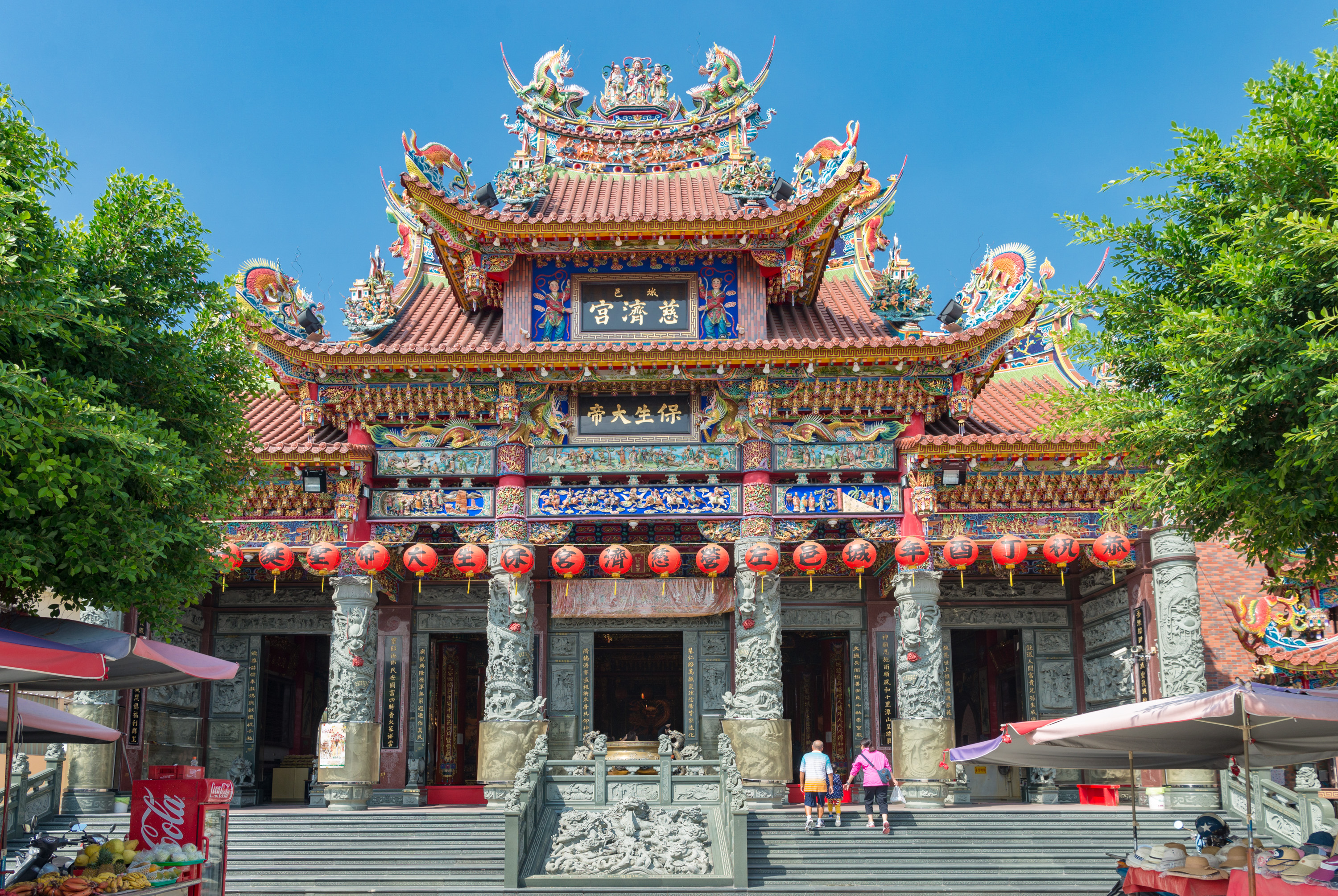
Der Ciji Gong
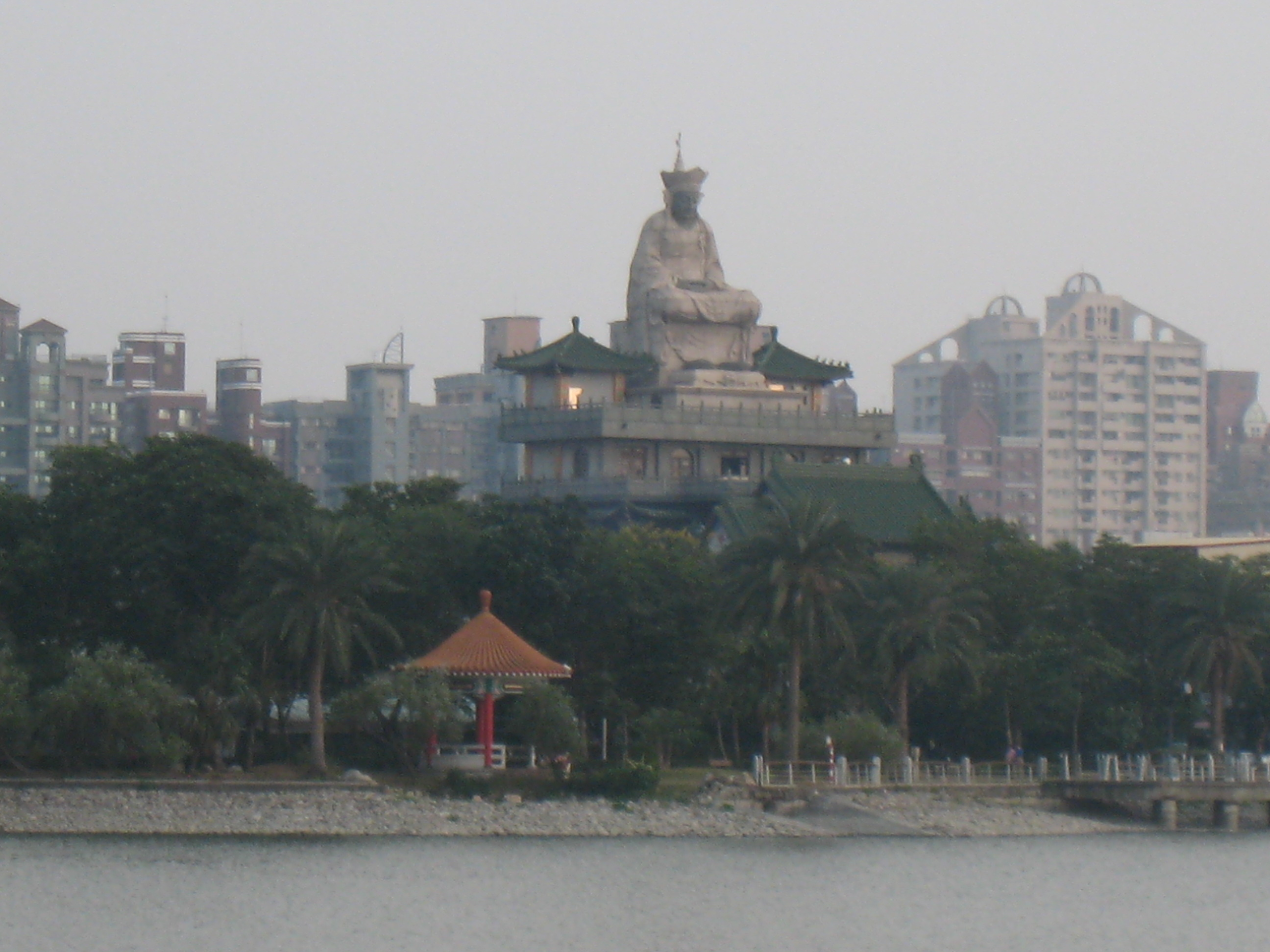
Der Qingshui-Tempel